# 1853
Évszázadok: 18. század – 19. század – 20. század
Évtizedek: 1800-as évek – 1810-es évek – 1820-as évek – 1830-as évek – 1840-es évek – 1850-es évek – 1860-as évek – 1870-es évek – 1880-as évek – 1890-es évek – 1900-as évek
Évek: 1848 – 1849 – 1850 – 1851 –  1852 – 1853 – 1854 – 1855 – 1856 – 1857 – 1858

## Események

### Határozott dátumú események
- február 10. – Elkezdik építeni a budai Várhegy alatti alagutat, melynek ötletadója Széchenyi István volt.[1]
- február 18. – Libényi János merénylete I. Ferenc József ellen.[2]
- szeptember 8. – megtalálják az elrejtett Szent Korona vasládáját.[3]
- augusztus 22. – Brüsszelben házasságot köt II. Lipót belga király és Habsburg–Lotaringiai Mária Henrietta főhercegnő.[4]
- november 3. – William Walker megalapítja az Alsó-Kaliforniai Köztársaságot.

### Határozatlan dátumú események
- július – A Mihail Gorcsakov vezette orosz megszálló erők bevonulnak a török fennhatóság alatt álló Moldvai Fejedelemségbe.[5]
- az év folyamán – 
  - Erkel Ferenc megalapítja a Filharmóniai Társaságot.
  - Hild József tervei alapján elkészül a Főszékesegyházi Könyvtár épülete Esztergomban
  - Angliában törvényben írják elő a három hónaposnál fiatalabb csecsemők kötelező beoltását. (A későbbiekben az ezt megtagadóknak pénz-, illetve börtönbüntetést helyeztek kilátásba.)[6]

## Születések
- január 1. – Koessler János, zeneszerző, zenepedagógus († 1926)
- január 28. – José Martí kubai író, költő, szabadságharcos († 1895)
- február 1. – Bacher Simon magyar zsidó költő, író († 1891)
- március 14. – Ferdinand Hodler, svájci festő († 1918)
- március 30. – Vincent van Gogh, holland festő († 1890)
- július 5. – Csontváry Kosztka Tivadar, festőművész († 1919)
- szeptember 19. – Florentino Ameghino, argentin őslénykutató, antropológus, zoológus és természettörténész († 1911)
- október 7. – Károlyi Árpád történész, levéltáros, az MTA tagja († 1940)
- október 24. – Ballagi Aladár, történész († 1928)
- november 4. – Vargha Gyula, magyar költő, műfordító, statisztikus, az MTA tagja († 1929)
- november 9. – Pulszky Károly, magyar művészettörténész, műgyűjtő († 1899)
- november 20. – Oskar Potiorek, osztrák tábornok, Bosznia-Hercegovina katonai elöljárója († 1933)
- november 27. – Báthory Romancsik Mihály, magyar színházi titkár († 1888)

## Halálozások
- január 8. – Bertalanits Mihály, szlovén költő (* 1786)
- február 1. – Dudok Pál, ügyvéd, költő, író (* 1811)
- március 3. – Noszlopy Gáspár, honvéd őrnagy, kormánybiztos, az 1848–49-es szabadságharcot követő függetlenségi szervezkedések egyik vezetője és vértanúja (* 1820)
- március 3. – Jubál Károly, az 1848–49-es szabadságharcot követő függetlenségi szervezkedések egyik vezetője és vértanúja (* 1817)
- március 3. – Sárközy Soma ügyvéd, 1848–49-es vértanú (* 1821)
- március 14. – Julius Jacob von Haynau, osztrák hadvezér, nevéhez fűződik az 1848-49-es forradalmat és szabadságharcot követő ellenforradalmi terror (* 1786)
- március 25. – Kiss Bálint, református lelkész, történész, pedagógus, az MTA tagja (* 1772)
- április 28. – Johann Ludwig Tieck, német költő, író, kiadó, műfordító, a romantika képviselője (* 1773)
- augusztus 7. – Ludwig von Welden, császári és királyi táborszernagy (* 1780)
- szeptember 2. – Gasparich Márk Kilit, tábori lelkész, 1848–49-es szabadságharcot követő függetlenségi szervezkedések résztvevője és vértanúja (* 1810)
- szeptember 13. – Elenyák György, piarista rendi pap, tanár, költő (* 1784)
- október 10. – Pierre François Léonard Fontaine, francia klasszicista építész és szobrász (* 1762)
- október 18. – Johann Fischer von Waldheim, német anatómus, entomológus és paleontológus (* 1771)
- november 5. – Garay János, magyar költő, szerkesztő, az MTA tagja (* 1812)
- november 12. – Albach József, ferences rendi egyházi író (* 1795)
- november 22. – Cservényi Alajos, piarista rendi magyar tanár, költő (* 1790)